# ATP Challenger Rijeka
Das ATP Challenger Rijeka (offiziell: Rijeka Open) war ein Tennisturnier, das von 2007 bis 2011 jährlich in Rijeka, Kroatien stattfand. Es gehörte zur ATP Challenger Tour und wurde im Freien auf Sand gespielt. Paolo Lorenzi ist mit je einem Sieg in Einzel und Doppel Rekordsieger.

## Liste der Sieger

### Einzel
| Jahr | Sieger        | Finalgegner           | Ergebnis       |
| ---- | ------------- | --------------------- | -------------- |
| 2011 | Rui Machado   | Grega Žemlja          | 6:3, 6:0       |
| 2010 | Blaž Kavčič   | Rubén Ramírez Hidalgo | 6:4, 3:6, 7:65 |
| 2009 | Paolo Lorenzi | Blaž Kavčič           | 6:3, 7:62      |
| 2008 | Nicolás Massú | Christophe Rochus     | 6:2, 6:2       |
| 2007 | Marin Čilić   | Lukáš Lacko           | 7:5, 6:2       |

### Doppel
| Jahr | Sieger                                   | Finalgegner                          | Ergebnis          |
| ---- | ---------------------------------------- | ------------------------------------ | ----------------- |
| 2011 | Paolo Lorenzi Júlio Silva                | Lovro Zovko Dino Marcan              | 6:3, 6:2          |
| 2010 | Adil Shamasdin Lovro Zovko               | Carlos Berlocq Rubén Ramírez Hidalgo | 1:6, 7:69, [10:5] |
| 2009 | Sebastián Decoud Miguel Ángel López Jaén | Ivan Dodig Antonio Veić              | 7:67, 3:6, [10:8] |
| 2008 | Dušan Karol Jaroslav Pospíšil            | Alex Kuznetsov Dick Norman           | 6:4, 6:4          |
| 2007 | Jérôme Haehnel Jean-René Lisnard         | Ivo Klec Lukáš Lacko                 | 6:3, 6:4          |